# Adriano in Siria
Adriano in Siria és una òpera composta l'any 1755 per Gregorio Sciroli sobre un llibret italià. A Catalunya, s'estrenà el 1763 al Teatre de la Santa Creu de Barcelona.
El compositor Vincenzo Migliorucci, a les primeries del segle xix, també va compondre una òpera amb aquest títol i, que fou estrena a Nàpols.